# Neurotmeta breviceps
Neurotmeta breviceps är en insektsart som beskrevs av Metcalf och Bruner 1930. Neurotmeta breviceps ingår i släktet Neurotmeta och familjen Tropiduchidae. Inga underarter finns listade i Catalogue of Life.